# Elli (croiseur)
Pour les articles homonymes, voir Elli (homonymie).

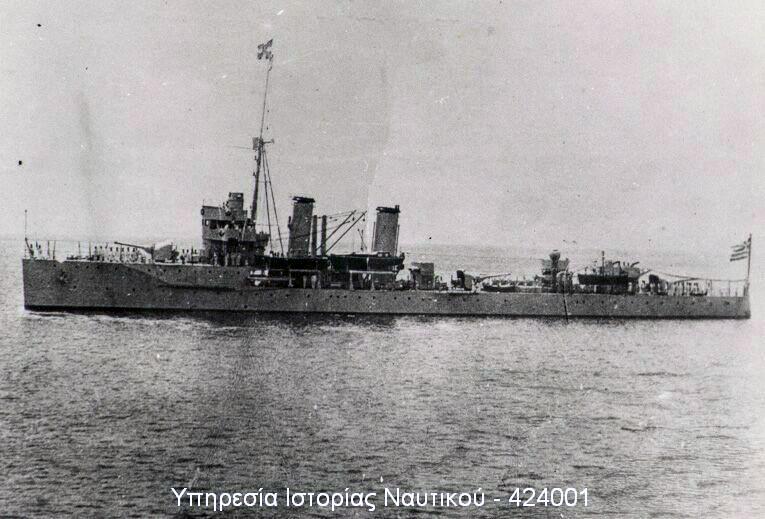
Le croiseur Elli

Le croiseur Elli (en grec moderne : Κ/Δ Έλλη) est un croiseur léger grec de 2 600 tonnes nommé en référence à la bataille d'Elli, une victoire du royaume de Grèce durant la Première Guerre balkanique. Lancé en 1914, il a été coulé en 1940. 

## Histoire
À l'origine, l’Elli est un navire destiné au gouvernement de l'Empire de Chine et il est baptisé Fei Hung. Cependant, la révolution chinoise de 1911 conduit Pékin à renoncer à sa commande. Terminé en 1914 par la New York Shipbuilding aux États-Unis, le navire est finalement acheté par la Grèce dans le cadre de son programme d'expansion navale, après les Guerres balkaniques. L’Elli entre en service durant la Première Guerre mondiale et la guerre gréco-turque. 
En 1920, l’Elli subit des travaux d'aménagement en France en compagnie du Georgios Averoff. Le navire est alors équipé d'un armement anti-aérien moderne ainsi que de l'équipement nécessaire pour transporter 100 mines marines.

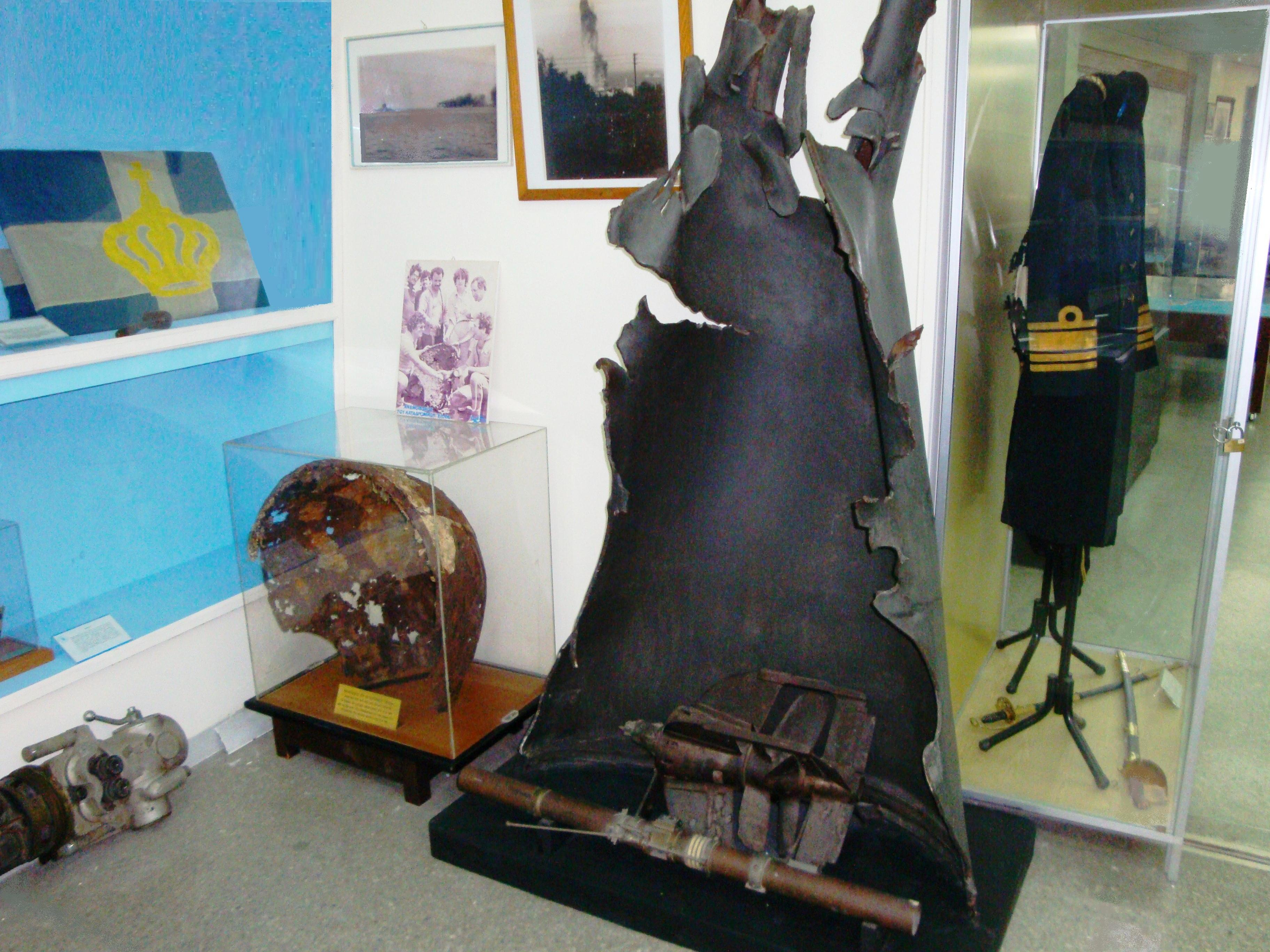
Fragments de la torpille ayant coulé l’Elli.

L’Elli est finalement coulé en temps de paix, le 15 août 1940, par le sous-marin italien Delfino, près de l'île de Tinos. Le croiseur, qui est alors ancré dans le port de Tinos, escorte un bateau de pèlerins qui participent à la fête de la Dormition de la Vierge. Lors de l'explosion du navire, neuf marins et officiers sont tués et 24 autres sont blessés.
Après l'attaque, durant laquelle deux autres navires grecs sont visés sans succès, des fragments de torpille sont retrouvés et identifiés comme d'origine italienne. Cependant, le gouvernement grec, désireux d'éviter toute confrontation avec l'Italie alors que la Deuxième Guerre mondiale ravage l'Europe, annonce que la nationalité de l'attaquant est inconnue. En dépit de cette tentative d'apaisement, la guerre italo-grecque éclate deux mois plus tard.
Après la guerre, l'Italie remet en 1951 à la Grèce le croiseur Eugenio di Savoia en guise de compensation pour la destruction de l’Elli. Le navire italien est alors renommé Elli et sert l'armée grecque jusqu'en 1973. Depuis 1982, un nouveau navire, de classe Elli, porte le nom du croiseur.